# Grzyby chorobotwórcze

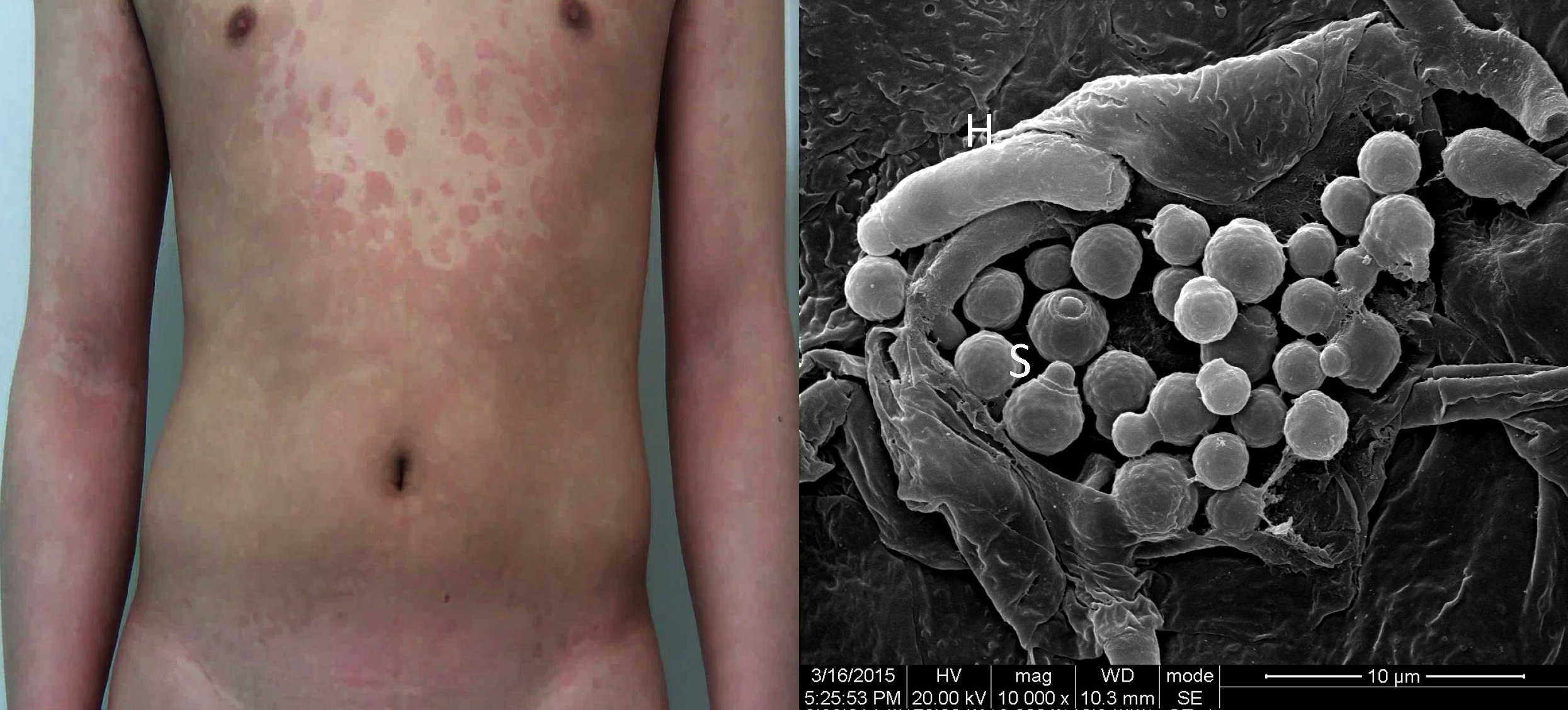
Choroba skóry wywołana przez Malassezia sp. i zarodniki Malassezia sp.

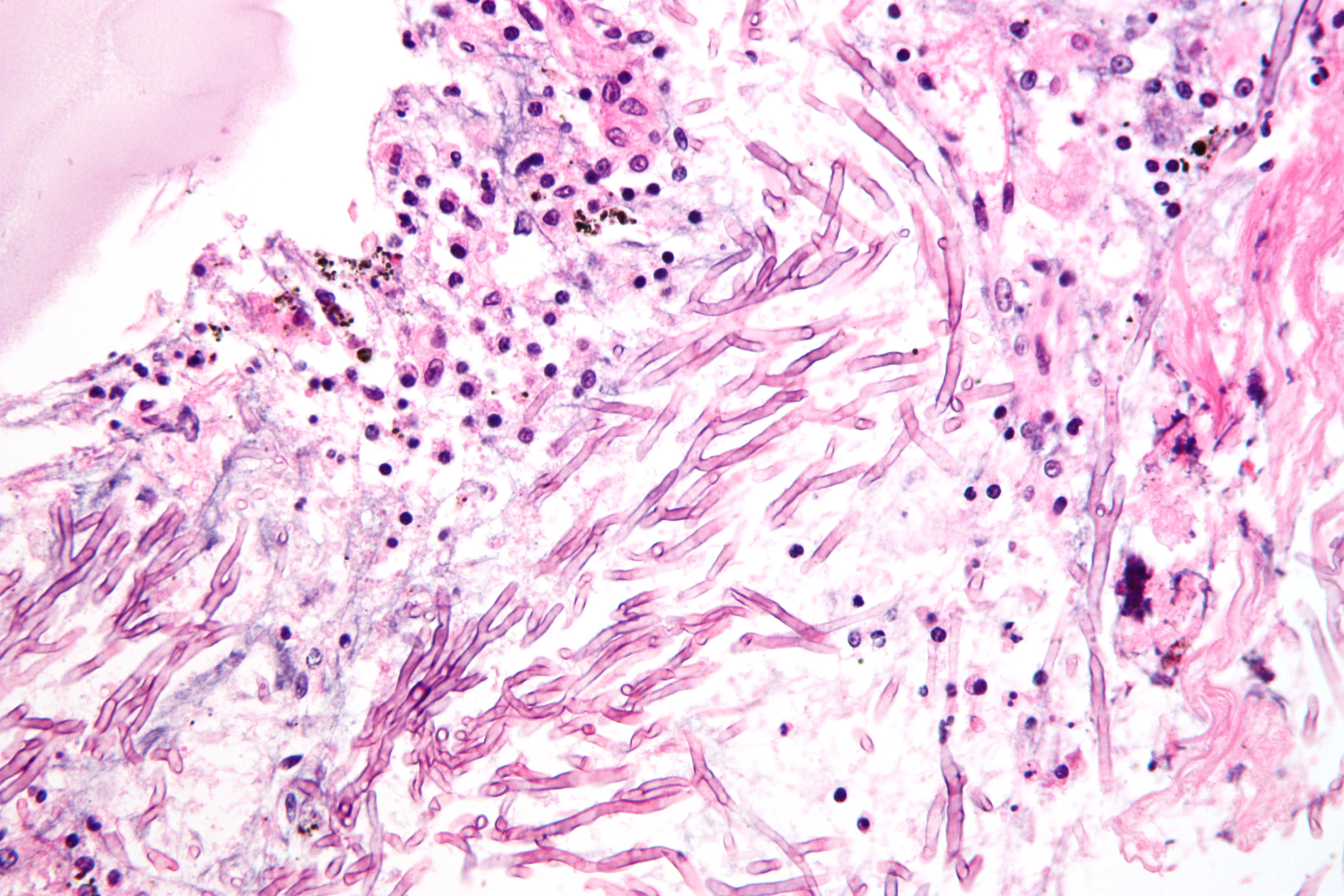
Strzępki Aspergillus w pęcherzykach płucnych

Grzyby chorobotwórcze, czyli mykopatogeny – grzyby wywołujące choroby ludzi, zwierząt i roślin. Jest to duża grupa gatunków, głównie grzybów mikroskopijnych. Wywołane przez nie choroby ludzi i zwierząt to grzybice, czyli mykozy. Wywołujące je grzyby dzieli się na grzyby zoofilne (zwierzęce) i antropofilne (ludzkie). Grzybowe choroby roślin określa się nazwą fitomykoz.
Wśród chorobotwórczych grzybów antropo- i zoofilnych wyróżnia się:
- mykopatogeny endogenne – grzyby saprotroficzne, normalnie występujące na powierzchni ludzi i zwierząt, np. Candida albicans, Malassezia furfur. Normalnie nie szkodzą, w pewnych warunkach jednak mogą one stać się chorobotwórcze,
- mykopatogeny egzogenne – grzyby pochodzące z otoczenia, nie będące naturalną florą człowieka i zwierząt,
- mykopatogeny pośrednie endo- i egzogenne – np. Aspergillus fumigatus, Cryptococcus neoformans i rodzaj Mucor[3].

Pod względem budowy wyróżnia się trzy grupy grzybów wywołujących grzybice:
- grzyby dymorficzne – mogące występować zarówno w postaci drożdżowej, jak i strzępkowej. Do tej grupy należą np. gatunki z rodzaju Malassezia[4].
- grzyby drożdżopodobne, np. Candida albicans
- grzyby strzępkowe (pleśnie) – zbudowane z długich, nitkowatych strzępek. Mogą wywoływać choroby skóry lub płuc. Należy do nich np. Aspergillus fumigatus mogący wywołać płucną lub rozsianą grzybicę kropidlakową

Niektóre z nich (dermatofity) mają zdolność rozkładania keratyny, np. Trichophyton sp.